# Jarczew (gmina)
Jarczew – dawna gmina wiejska istniejąca do 1954 roku w woj. lubelskim. Siedzibą władz gminy był Jarczew, a następnie Podosie.
W okresie powojennym gmina należała do powiatu łukowskiego w woj. lubelskim. Według stanu z dnia 1 lipca 1952 roku gmina składała się z 12 gromad.
Gmina została zniesiona 29 września 1954 roku wraz z reformą wprowadzającą gromady w miejsce gmin. Jednostki nie przywrócono 1 stycznia 1973 roku po reaktywowaniu gmin, a jej dawny obszar wszedł w skład nowej gminę Wola Mysłowska.